# Kalmankai járás
A Kalmankai járás (oroszul Калманский район) Oroszország egyik járása az Altaji határterületen. Székhelye Kalmanka.

A Kalmankai járás az Altaji határterületen

## Népesség
- 1989-ben 15 801 lakosa volt.
- 2002-ben 14 871 lakosa volt.
- 2010-ben 14 331 lakosa volt.